# Sally Pearson
Sally Pearson-McLellan (Sydney, 19 september 1986) is een Australische oud-atlete, die was gespecialiseerd in de 100 m horden. Zo werd ze Australisch kampioene en heeft ze in- en outdoor het Oceanische record in handen in deze discipline. Hiernaast was ze ook sterk op de 100 m, getuige haar nationale titel in 2007. Zij nam tweemaal deel aan de Olympische Spelen en veroverde bij deze gelegenheden zowel de zilveren (in 2008) als de gouden medaille (in 2012). In 2011 werd Pearson in het Zuid-Koreaanse Daegu wereldkampioene op de 100 m horden in een kampioenschapsrecord van 12,28 s. In het erop volgende jaar trok ze tijdens de wereldindoorkampioenschappen ook op de 60 m horden de hoogste eer naar zich toe.

## Biografie

### Eerste successen als junior
In haar jeugd deed McLellan aan turnen. Nadat ze op haar achtste was verhuisd van New South Wales naar Gold Coast, Queensland, werd haar atletische aanleg opgemerkt door Sharon Hannan, sindsdien haar coach, en stapte ze over op atletiek. Haar allereerste titel behaalde zij vervolgens op veertienjarige leeftijd, toen zij Australisch kampioene werd op de 100 m voor atleten onder 20 jaar.
Na in 2002 te zijn teruggeworpen door blessures, maakte Sally McLellan in 2003 haar internationale debuut door bij de wereldkampioenschappen voor B-junioren in Sherbrooke, Canada de 100 m horden te winnen. Daarnaast was ze dat jaar in Parijs de jongste deelnemer ooit die Australië vertegenwoordigde op een wereldkampioenschap. Hier maakte ze deel uit van de Australische 4 × 100 m estafetteploeg, die in haar serie pal achter het Nederlandse viertal zesde werd in 44,11 s. Een jaar later won ze brons op de 100 m tijdens de wereldkampioenschappen voor junioren en viste zij op de 100 m horden net naast het eremetaal.

### Olympisch zilver
Op de Gemenebestspelen in 2006 verspeelde Sally McLellan op de 100 m horden haar kansen op een medaille, toen ze over een horde struikelde en viel. Een jaar later, op de wereldkampioenschappen in Osaka, bleef zij weliswaar overeind, maar sneuvelde zij desondanks in de halve finale van zowel de 100 m als de 100 m horden. Op de 4 × 100 m estafette werd ze met haar ploeggenotes in de kwalificatieronde uitgeschakeld.
In de aanloop naar de Olympische Spelen van 2008 in Peking verlegde McLellan haar aandacht uitsluitend naar de 100 m horden. Zij veroverde op die afstand het zilver. In een finale waarin favoriete Lolo Jones over een horde struikelde en terugviel naar een zevende plaats, eindigde McLellan in 12,64 achter de Amerikaanse Dawn Harper (goud; 12,54) en voor de Canadese Priscilla Lopes-Schliep (brons; 12,64).

### Eigen record verbeterd
In 2009 won ze in Europa vijf van de zeven races waaraan zij deelnam en stelde zij tijdens de Herculis meeting in Monaco in juli het Oceanische record op de 100 m horden op 12,50, drie honderdste seconde sneller dan haar record van een jaar eerder op dezelfde baan. Problemen met haar rug hielden haar later dat seizoen op de WK in Berlijn af van het erepodium, maar desondanks finishte zij in de Duitse stad nog als vijfde.

### Zwaarste race ooit
In 2010 nam de inmiddels in het huwelijk getreden Sally Pearson-McLellan deel aan de Gemenebestspelen in Dehli, India. Ze kwam er uit op de 100 m en de 100 m horden. In de finale van de 100 m veroorzaakte zij, samen met de Britse Laura Turner, een valse start, maar mocht toch deelnemen aan de herstart. Nadat zij als eerste over de finishlijn was gekomen in 11,28, werd er echter een protest ingediend, als gevolg waarvan Pearson alsnog werd gediskwalificeerd. Drie dagen later haalde zij haar gram op de 100 m horden, die zij won in 12,67. Nadien werd zij ook nog opgesteld in het Australische team voor de 4 × 400 m estafette, waarvoor ze nog nooit had getraind. Zij slaagde er niet in om als laatste loopster de derde plaats vast te houden, waardoor de Australische loopsters als vijfde eindigden. Pearson noemde het achteraf de zwaarste race die ze ooit in haar carrière had gelopen en vond dat zij haar teamgenotes in de steek had gelaten. Die troostten haar echter.

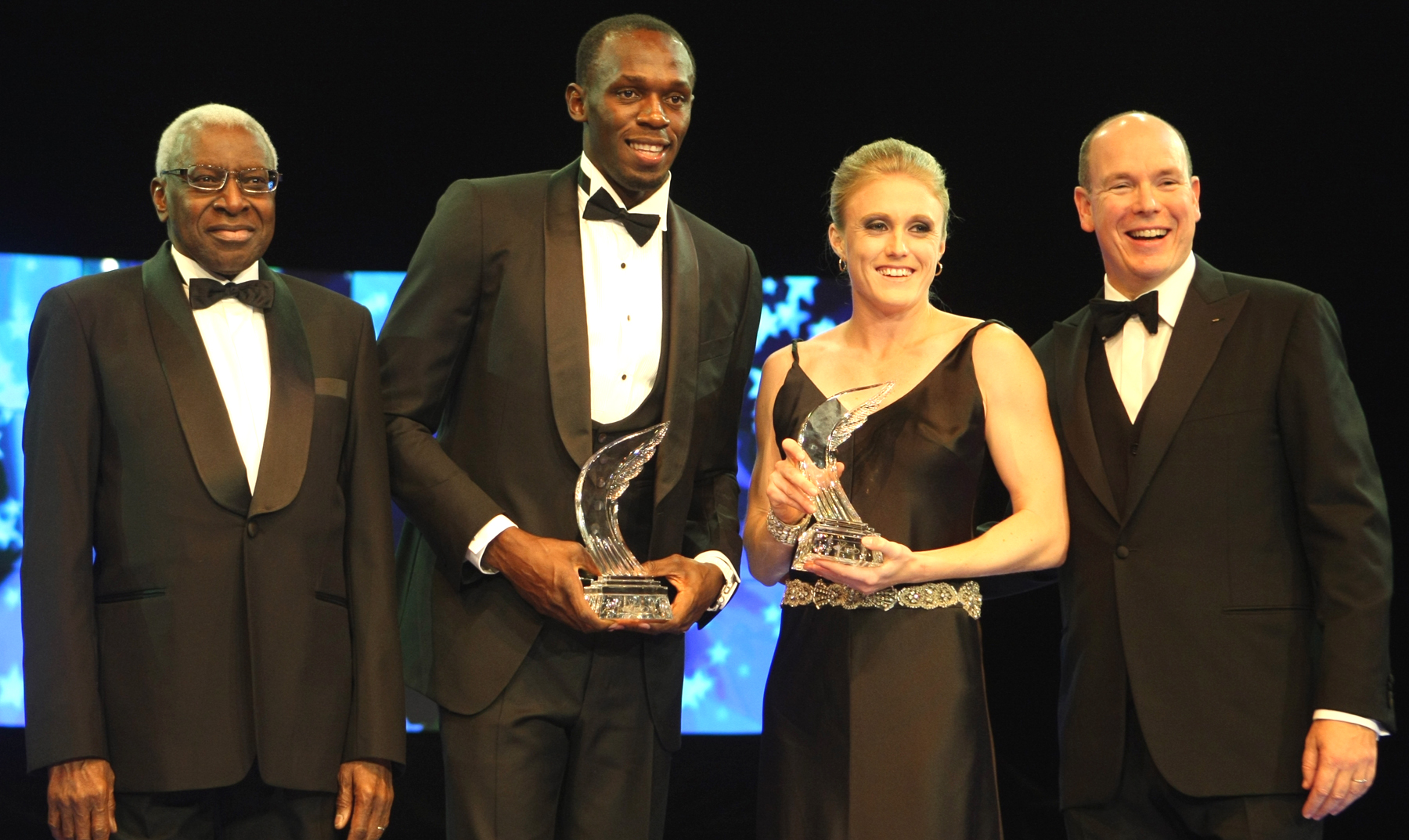
Sally Pearson tijdens de prijsuitreiking in Monaco voor de beste atleet en atlete van het jaar, tezamen met v.l.n.r. IAAF-voorzitter Lamine Diack, Usain Bolt en prins Albert van Monaco.

### Wereldkampioene en atlete van het jaar
Pearson begon het jaar 2011 door in Australië zowel nationaal kampioene te worden op de 100 m, de 200 m als de 100 m horden. Het was voor het eerst dat dit gepresteerd werd sinds Pamela Kilborn in 1968.
Later dat jaar, op de WK in Daegu, Zuid-Korea, was Sally Pearson op de 100 m horden ongenaakbaar; zij won in 12,28, een Oceanisch record en de op drie na snelste tijd ooit gelopen. Ter vergelijking: het wereldrecord op naam van Jordanka Donkova staat op 12,21 en dateert uit 1988. Het leverde haar aan het eind van het jaar de onderscheiding IAAF-atlete van het jaar op.

### Ook wereldindoorkampioene
Aan het begin van 2012 liet Pearson weldra zien, dat zij zich goed op dit olympische jaar had voorbereid. In het Turkse Istanboel snelde zij tijdens de WK indoor in maart op de 60 m horden onbedreigd naar de overwinning in 7,73 en ook dat was een Oceanisch record.

### Olympisch kampioen
In augustus 2012 nam Pearson een tweede keer deel aan de Olympische Spelen. Na een eerdere zilveren medaille in 2008 veroverde Pearson dit keer olympisch goud. In de finale kon Pearson in een olympisch record van 12,35 nog net Dawn Harper afhouden.

### Blessureleed
Pearson kreeg in 2013 tweemaal te maken met een hamstringblessure: in februari en in mei. Tijdens het wedstrijdseizoen was Pearson dan ook minder overtuigend dan in de voorgaande jaren. Bij diverse Diamond League-wedstrijden eindigde Pearson buiten het podium. Ze liep tijdens die wedstrijden tijden van 12,6 à 12,7. Tijdens de WK van Moskou liep Pearson tweemaal een seizoensbeste tijd van 12,50: tijdens de halve finale, waardoor ze als snelste in de finale inging, en eveneens in de finale. Die tijd was niet snel genoeg om haar titel te prolongeren, ze werd tweede achter Brianna Rollins.

### Beëindiging atletiekcarrière
Op 5 augustus 2019 maakte Pearson bekend, dat zij haar atletiekloopbaan met onmiddellijke ingang had beëindigd. Ze verklaarde dat haar lichaam het hoge prestatieniveau niet langer aankon en dat zij daarom had besloten dat de tijd was gekomen om een andere weg in te slaan.

### Privé
Sally McLellan werd opgevoed door haar alleenstaande moeder Anne, die twee banen had teneinde voldoende geld te verdienen om de atletiekcarrière van haar dochter te kunnen bekostigen. In 2008 verloofde zij zich met Kieran Pearson, met wie zij in april 2010 in het huwelijk trad, waarna het stel de wittebroodsweken doorbracht in Los Angeles en op Hawaï.
Pearson-McLellan is aangesloten bij Gold Coast Victory.

## Titels
- Olympisch kampioene 100 m horden - 2012
- Wereldkampioene 100 m horden - 2011, 2017
- Wereldindoorkampioene 60 m horden - 2012
- Gemenebestkampioene 100 m horden - 2014
- Australisch kampioene 100 m - 2005, 2006, 2007, 2009, 2011, 2014
- Australisch kampioene 200 m - 2011
- Australisch kampioene 100 m horden - 2005, 2006, 2007, 2009, 2011, 2014, 2015, 2017
- Wereldkampioene B-junioren 100 m horden – 2003

## Persoonlijke records
Outdoor
| Onderdeel    | Prestatie              | Datum             | Plaats     |
| ------------ | ---------------------- | ----------------- | ---------- |
| 100 m        | 11,14 s (+1,7 m/s)     | 26 augustus 2007  | Osaka      |
| 150 m        | 17,20 s (-1,0 m/s)(NR) | 14 september 2013 | Newcastle  |
| 200 m        | 23,02 s (+1,0 m/s)     | 14 juni 2009      | Gold Coast |
| 300 m        | 38,34 s                | 19 december 2009  | Gold Coast |
| 100 m horden | 12,28 s (+1,1 m/s)(AR) | 3 september 2011  | Daegu      |
| 400 m horden | 62,98 s                | 10 november 2007  | Brisbane   |

Indoor
| Onderdeel   | Prestatie          | Datum           | Plaats    |
| ----------- | ------------------ | --------------- | --------- |
| 60 m        | 7,30 s (ex-AR; NR) | 7 februari 2009 | Boston    |
| 60 m horden | 7,73 s (AR)        | 10 maart 2012   | Istanboel |

## Palmares

### 100 m
- 2004:  WK U20 - 11,40 s
- 2004:  Gemenebest Jeugdspelen - 12,26 s
- 2006: 7e Gemenebestspelen - 11,50 s
- 2006: 8e Wereldbeker - 11,44 s
- 2007: 8e in ½ fin. WK - 11,32 s

### 200 m
- 2003: 5e WK U18 - 24,01 s

### 60 m horden
- 2012:  WK indoor - 7,73 s (AR)
- 2014:  WK indoor - 7,85 s

### 100 m horden
Kampioenschappen
- 2003:  WK U18 - 13,42 s
- 2004: 4e WK U20 - 13,41 s
- 2004:  Gemenebest Jeugdspelen - 14,11 s
- 2006: 4e Wereldbeker - 12,95 s
- 2007: 5e in ½ fin. WK - 12,82 s
- 2007: DSQ Wereldatletiekfinale
- 2008:  OS - 12,64 s
- 2008: 7e Wereldatletiekfinale - 12,82 s
- 2009: 5e WK - 12,70 s
- 2011:  VTB Bank Continental Cup - 12,65 s
- 2011:  WK - 12,28 s (AR)
- 2012:  OS - 12,35 s (OR)
- 2013:  WK - 12,50 s
- 2014:  Gemenebestspelen - 12,67 s
- 2017:  Australische kamp. - 12,53 s (+2,3 m/s)
- 2017:  WK - 12,59 s (+0,1 m/s)

Golden League-podiumplekken
- 2008:  Weltklasse Zürich – 12,63 s
- 2008:  Memorial Van Damme – 12,84 s

Diamond League-podiumplekken
- 2010:  Herculis – 12,76 s
- 2010:  DN Galan – 12,57 s
- 2010:  Aviva London Grand Prix – 12,61 s
- 2010:  Memorial Van Damme – 12,64 s
- 2011:  Athletissima – 12,47 s
- 2011:  British Grand Prix – 12,48 s
- 2011:  Herculis – 12,51 s
- 2011:  Aviva London Grand Prix – 12,58 s
- 2011:  Weltklasse Zürich – 12,52 s
- 2012:  Bislett Games – 12,49 s
- 2012:  Meeting Areva – 12,40 s
- 2012:  Aviva London Grand Prix – 12,59 s
- 2013:  Memorial Van Damme – 12,63 s
- 2014:  Glasgow Grand Prix – 12,87 s

### 4 × 100 m
- 2003: 6e in serie WK - 44,11 s
- 2006:  Gemenebestspelen - 44,25 s
- 2007: 8e in serie WK - 43,91 s

## Onderscheidingen
- IAAF-atlete van het jaar - 2011

1972: Annelie Ehrhardt ·
1976: Johanna Schaller ·
1980: Vera Komisova ·
1984: Benita Fitzgerald-Brown ·
1988: Jordanka Donkova ·
1992: Voula Patoulidou ·
1996: Ludmila Engquist ·
2000: Olga Sjisjigina ·
2004: Joanna Hayes ·
2008: Dawn Harper ·
2012: Sally Pearson ·
2016: Brianna Rollins ·
2020: Jasmine Camacho-Quinn ·
2024: Masai Russell
1983: Bettine Jahn ·
1987: Ginka Zagorcheva ·
1991: Ludmila Narozhilenko ·
1993: Gail Devers ·
1995: Gail Devers ·
1997: Ludmila Engquist ·
1999: Gail Devers ·
2001: Anjanette Kirkland ·
2003: Perdita Felicien ·
2005: Michelle Perry ·
2007: Michelle Perry ·
2009: Brigitte Foster-Hylton ·
2011: Sally Pearson ·
2013: Brianna Rollins ·
2015: Danielle Williams ·
2017: Sally Pearson ·
2019: Nia Ali ·
2022: Tobi Amusan ·
2023: Danielle Williams
- Australian Women's Register: AWE4403b
- World Athletics: 14271668
- Library of Congress Control Number: nb2017010020
- Virtual International Authority File: 6999149489114893810001
- WorldCat: E39PBJtCD89P99vV8cmGBVMHG3